# The Warriors EP, Volume 2
The Warriors EP, Volume 2 – minialbum amerykańskiej grupy muzycznej P.O.D.

## Lista utworów
1. "If It Wasn't for You" - 3:40
2. "Teachers" (Palm Springs Demo) - 4:28
3. "Ya Mama" (Palm Springs Demo) - 3:10 (now Sounds Like War)
4. "Why Wait?" - 3:41
5. "Eyes of a Stranger" - 4:18 Payola$ cover
6. "Boom" (Live at Cornerstone) - 5:14
7. "Wildfire" (Live at Cornerstone) - 3:22

## Twórcy
- Wuv Bernardo – perkusja
- Traa Daniels – gitara basowa
- Sonny Sandoval – śpiew
- Jason Truby – gitara